# Wimpassing im Schwarzatale
Pour les articles homonymes, voir Wimpassing.
Wimpassing im Schwarzatale est une commune autrichienne du district de Neunkirchen en Basse-Autriche.